# Мартін Девід Гінзбург
Мартін Девід Гінзбург ( англ. Martin David Ginsburg; 10 червня 1932 — 27 червня 2010) — американський юрист, який спеціалізувався на податковому праві та був чоловіком американської юристки та судді Верховного суду США Рут Бейдер Гінзбург. Він викладав право в Юридичному центрі Джорджтаунського університету у Вашингтоні, округ Колумбія, і був радником у Вашингтоні, округ Колумбія, в офісі американської юридичної фірми Fried, Frank, Harris, Shriver & Jacobson.

## Молодість і освіта
Мартін Гінзбург народився в Брукліні, штат Нью-Йорк, у родині Евелін (уроджена Байєр) і Морріса Гінзбурга, керівника універмагу. Він виріс у Роквіль-Сентрі, Лонг-Айленд, де відвідував Саут-Сайдську середню школу. Його родина була єврейською. Гінзбург отримав ступінь бакалавра хімії в Корнелльський університеті в 1953 році та ступінь доктора права (з відзнакою) в Школі права Гарвардського університету в 1958 році. Він був зіркою університетської команди з гольфу. Після закінчення юридичної школи Гінзбург одружився з Джоан Рут Бадер у 1954 році, після того, як вона закінчила Корнелльський університет. Того ж року Гінзбурга було призвано на дійсну службу, оскільки він закінчив корпус підготовки офіцерів запасу і знаходився армійському резерві. Службу проходив протягом двох років у Форт-Сіллі, Оклахома. У 1956 році він повернувся до юридичної школи, перевівшись до Гарвардської школи права разом із вступом туди його дружини. Протягом третього року навчання в Гарварді Гінзбург переніс дві операції та променеву терапію для лікування раку яєчок.

## Кар'єра
Після закінчення юридичної школи в 1958 році Гінзбург приєднався до фірми Weil, Gotshal & Manges. Згодом він був прийнятий до колегії адвокатів у Нью-Йорку в 1959 році та в окрузі Колумбія в 1980 році.
Гінзбург викладав на юридичній школі Нью-Йоркського університету як допоміжний викладач з 1967 по 1979 рік. Він був заїжджим професором Стенфордської юридичної школи (1977—1978), Гарвардської юридичної школи (1985—1986), юридичної школи Чиказького університету (1989—1990) та юридичної школи Нью-Йоркського університету (1992—1993). Він був штатним професором Колумбійської юридичної школи (професор права Чарльза Келлера Бікмана) з 1979 по 1980 рік, а також Джорджтаунського юридичного центру з 1980 року до своєї смерті у 2010 році.
У 1971 році фірма Гінзбурга представляла інтереси Росса Перо в комерційних справах, і двоє чоловіків стали близькими друзями. Після того, як у 1980 році президент Джиммі Картер висунув його дружину до апеляційного суду округу Колумбія, Гінзбург звернувся до Перо та інших впливових друзів, щоб її призначення було підтверджене Сенатом. У 1984 році Гінзбург розв'язав складні податкові питання, які загрожували придбанню компанією General Motors компанії Perot's Electronic Data Systems.

## Особисте життя і шлюб

Гінзбург і президент Білл Клінтон дивляться, як Рут Бейдер Гінзбург складає присягу як помічник судді Верховного суду перед головним суддею Вільямом Ренквістом (10 серпня 1993 р.)

Незабаром після закінчення корнелльського університету в 1954 році Гінзбург одружився з Рут Бадер 23 червня. Рут казала, що вони з Мартіном вирішили, якою б професією вони не займалися, вони займатимуться нею разом. Пара обрала юриспруденцію, і обидва навчалися в Гарвардській школі права.
Рут була відома, як жахлива кухарка, яка більше дбала про право ніж про їжу і Мартін незабаром виявив, що якщо він хоче насолоджуватися смачною їжею зі своєю родиною, то йому доведеться навчитися готувати самому. Почавши з «Кулінарної книги Ескоф'є», Мартін став досвідченим шеф-кухарем французької школи. Діти подружжя Гінзбургів віддавали перевагу стравам батька, аніж матері.
Кулінарія також виявилася спільним інтересом Мартіна Гінзбурга з Морін Скалією, дружиною судді Верховного суду Антоніна Скалії, яка познайомила його з іншими дружинами суддів. Марта-Енн Аліто (дружина Семюеля Аліто) зібрала багато рецептів, якими Мартін ділився протягом багатьох років, і опублікувала їх у книзі «Chef Supreme» як подарунок для Рут після смерті Мартіна у 2010 році. Рут сподобалася кулінарна книга, і вона попросила, щоб її продавали у сувенірному магазины Верховного суду.
У подружжя Мартіна і Рут народилося двоє дітей — Джейн Керол Гінзбург (1955 р.н.) і Джеймс Стівен Гінзбург (1965 р.н.). Мартін часто розповідав людям, що не він зробив журналу Law Review у Гарварді, а Рут, розповідав, як він пишається її успіхами, навіть якщо вони були вищими за його. Однак, оскільки він також був дуже успішним у своїй кар'єрі податкового адвоката, подружжю подобалося підтримувати одне одного та підтримувати баланс. Гінзбург сказав: «У нас було майже два роки далеко від школи, далеко від кар'єрного тиску та далеко від родичів, щоб дізнатися один про одного та почати будувати життя». Мартін любив казати, що йому дуже пощастило, що він потрапив у неймовірну подорож, одружившись з Рут, на її шляху до Верховного суду.

## Смерть
Мартін Девід Гінзбург помер від раку 27 червня 2010 року у віці 78 років. Оскільки він був офіцером резерву армії США, його поховали на Арлінгтонському національному кладовищі. Після смерті від раку підшлункової залози, у 2020 році, Рут Гінзбург поховали в Арлінгтоні поруч зі своїм чоловіком.

## У масовій культурі
Мартін був досвідченим кухарем-любителем, а Марта-Енн Аліто опублікувала «Chef Supreme», кулінарну книгу багатьох рецептів, якими він ділився протягом багатьох років у 2011 році. Книга продається у сувенірному магазині Верховного суду.
У фільмі 2018 року «За статевою ознакою», присвяченого біографії Рут Бейдер Гінзбург, Мартіна зіграв актор Армі Хаммер, а Рут — Фелісіті Джонс.

## Праці
- Martin D. Ginsburg, Spousal Transfers: In '58, It Was Different, Harvard Law Record, May 6, 1977, at 11
- Ginsburg, Martin (1995). Mergers, acquisitions, and buyouts. A transactional analysis of the governing tax, legal, and accounting considerations (Jan. 1995 ed.). Boston, Massachusetts: Little, Brown. ISBN 0-316-31275-4.
- Ginsburg, Martin (1995). Mergers, acquisitions, and buyouts. Sample acquisition agreements with tax and legal analysis (Jan. 1995 ed.). Boston, Massachusetts: Little, Brown.
- Ginsburg, Martin (1994). Mergers, acquisitions, and leveraged buyouts. A transactional analysis of the governing tax, legal, and accounting considerations as of ... Chicago, Illinois: Commerce Clearing House.
- Martin D. Ginsburg, ed. (1970). SEC and tax consequences of corporate acquisitions. Carl W. Schneider. New York, New York: Practising Law Institute.
- Martin D. Ginsburg, ed. (1989). Mergers, acquisitions, and leveraged buyouts. Jack S. Levin. Chicago, Illinois: Commerce Clearing House.
- coauth, "Maintaining Subchapter S in an Integrated Tax World," Tax Law Rev 47 (93)
- coauth, "The Subchapter S One Class of Stock Regulation, Tax Notes 69 (95): 233
- auth, "The S Corporation Reform Act: Generally a Good Start, Tax Notes 67 (95): 1825
- auth, "The Taxpayer Relief Act of 1997: Worse Than You Think, Tax Notes 76 (97): 1790
- coauth, "Evaluating Proposals to Tax Intragroup Spin-Offs, Tax Notes (97)
- auth, "Taxing the Components of Income: A U.S. Perspective, Georgetown Law J, 23 (97)
- auth, "Some Thoughts on Working, Saving, and Consuming in Nunn–Domenici's Tax World," Nat Tax J 48 (97): 585
- repub, Tax Policy in the Real World, Cambridge Univ Press, 99
- auth, "Presentation: U.S. Tax Court's Memorial Service for Senior Judge Theodore Tannenwald, Jr.," TC (99)
- "In Memoriam: Theodore Tannenwald, Jr.," Tax Lawyer (99)
- Levin, Jack S. (May 22, 2009). Ginsburg, Martin D.; Rocap, Donald E.; Light, Russell S. (eds.). Structuring Venture Capital, Private Equity, and Entrepreneurial Transactions (2009 ed.). Aspen Publishers. ISBN 978-0-7355-8160-9. LCCN 97647593